# Echter Thymian
Echter Thymian (Thymus vulgaris), auch Römischer Quendel, Kuttelkraut oder Gartenthymian genannt, ist eine Pflanzenart aus der Gattung der Thymiane (Thymus) innerhalb der Familie der Lippenblütler (Lamiaceae). Er wird als Heil- und Gewürzpflanze verwendet.

## Beschreibung

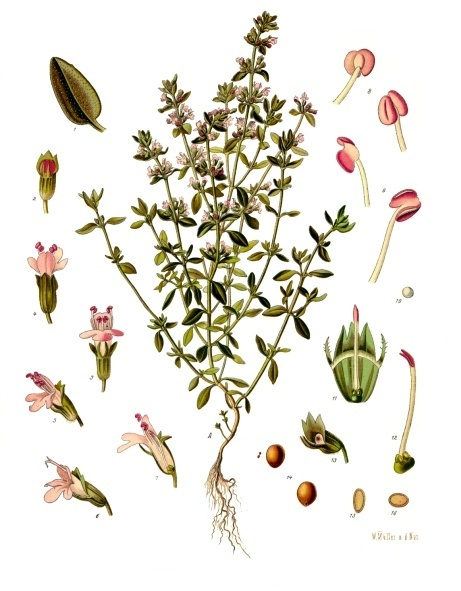
Illustration aus Koehler’s Medizinal-Pflanzen, 1887

### Vegetative Merkmale
Der Echte Thymian ist ein ausdauernder, stark verzweigter Halbstrauch, der Wuchshöhen von 10 bis 40 Zentimeter erreicht. Die Zweige sind niederliegend oder aufsteigend, vierkantig, verholzt und kurz behaart. Die kreuzgegenständigen Laubblätter sind sitzend oder kurz gestielt und schmal elliptisch. Ihre Oberseite ist graugrün gefärbt, die Unterseite filzig grauweiß behaart und der Rand zurückgerollt.

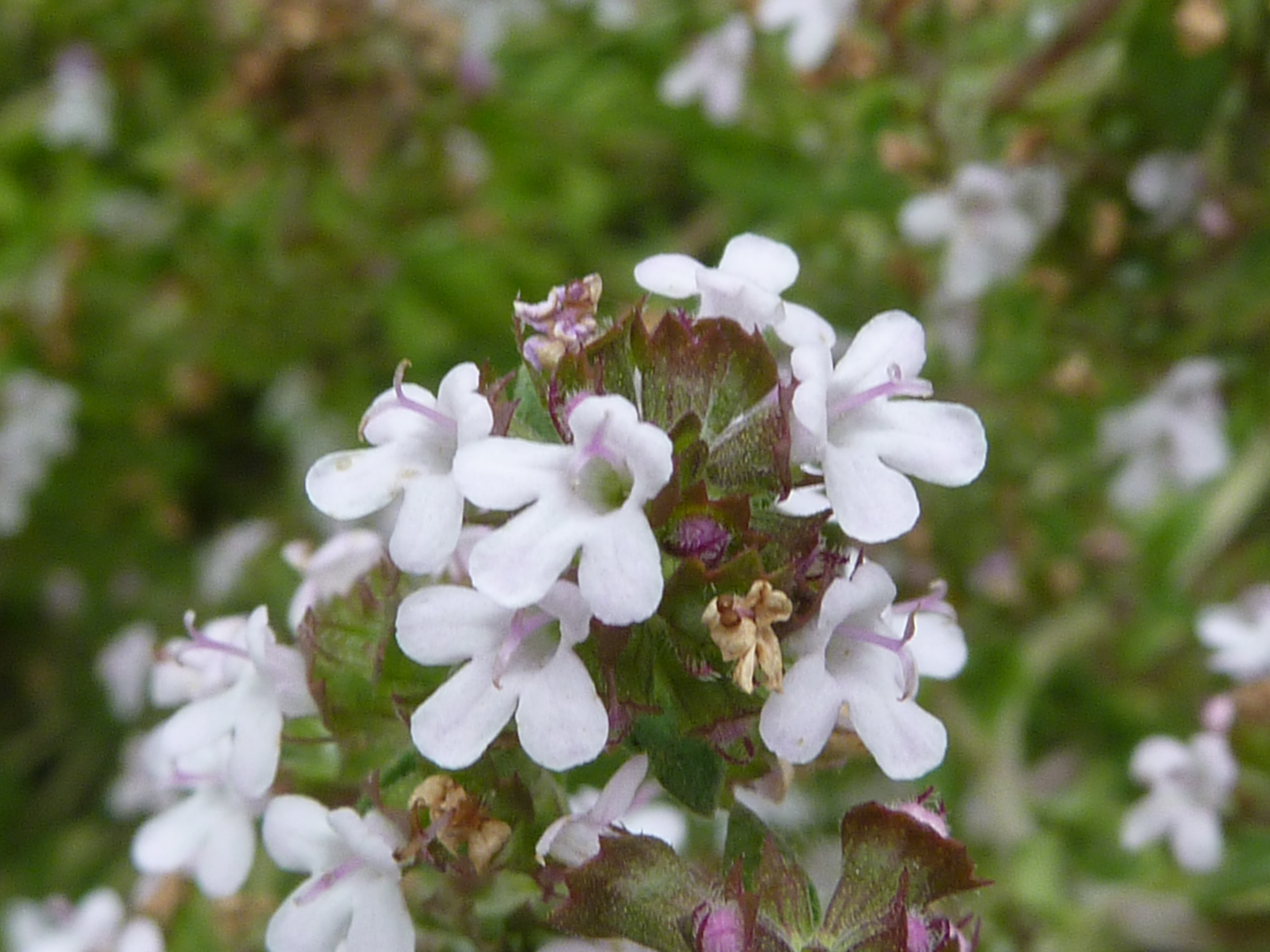
Blütenstand

### Generative Merkmale
Die kleinen Blüten sind in Scheinquirlen angeordnet, die sich in zylindrischen Köpfchen an den Enden der Zweige befinden. Die zwittrigen Blüten sind zygomorph und fünfzählig mit doppelter Blütenhülle. Die fünf Kronblätter sind weiß oder rosafarben und zu einer zweilippigen Krone verwachsen. Die Oberlippe ist wenig glockig, die Unterlippe weist drei breite Lappen auf. Die Nussfrüchte sind kugelförmig.
Die Blütezeit reicht von Mai bis Oktober.
Die Chromosomenzahl beträgt 2n = 30.

## Vorkommen
Ursprünglich stammt der Echte Thymian aus dem westlichen europäischen Mittelmeerraum. Er wird als Heil- und Gewürzpflanze verwendet und verwildert in Mitteleuropa nur in warmen Gegenden, besonders am Alpensüdfuß und in der Südwestschweiz. In Deutschland kommt er an mehreren Stellen eingebürgert vor. In Südtirol wohl nur am Cascate del Varone beim Gardasee. Der Echte Thymian steigt in den Seealpen bis 1000 Meter Meereshöhe auf. Er wird im Engadin bis in 1728 Meter Meereshöhe angebaut.
Er besiedelt lückige Trockenrasen und Macchien. Der Echte Thymian gedeiht am besten auf trockenen, flachgründig-steinigen, kalkhaltigen Böden bei ausgesprochen sommerheißem Klima.
Die ökologischen Zeigerwerte nach Landolt et al. 2010 sind in der Schweiz: Feuchtezahl F = 1 (sehr trocken), Lichtzahl L = 3 (halbschattig), Reaktionszahl R = 3 (schwach sauer bis neutral), Temperaturzahl T = 5 (sehr warm-kollin), Nährstoffzahl N = 2 (nährstoffarm), Kontinentalitätszahl K = 3 (subozeanisch bis subkontinental).

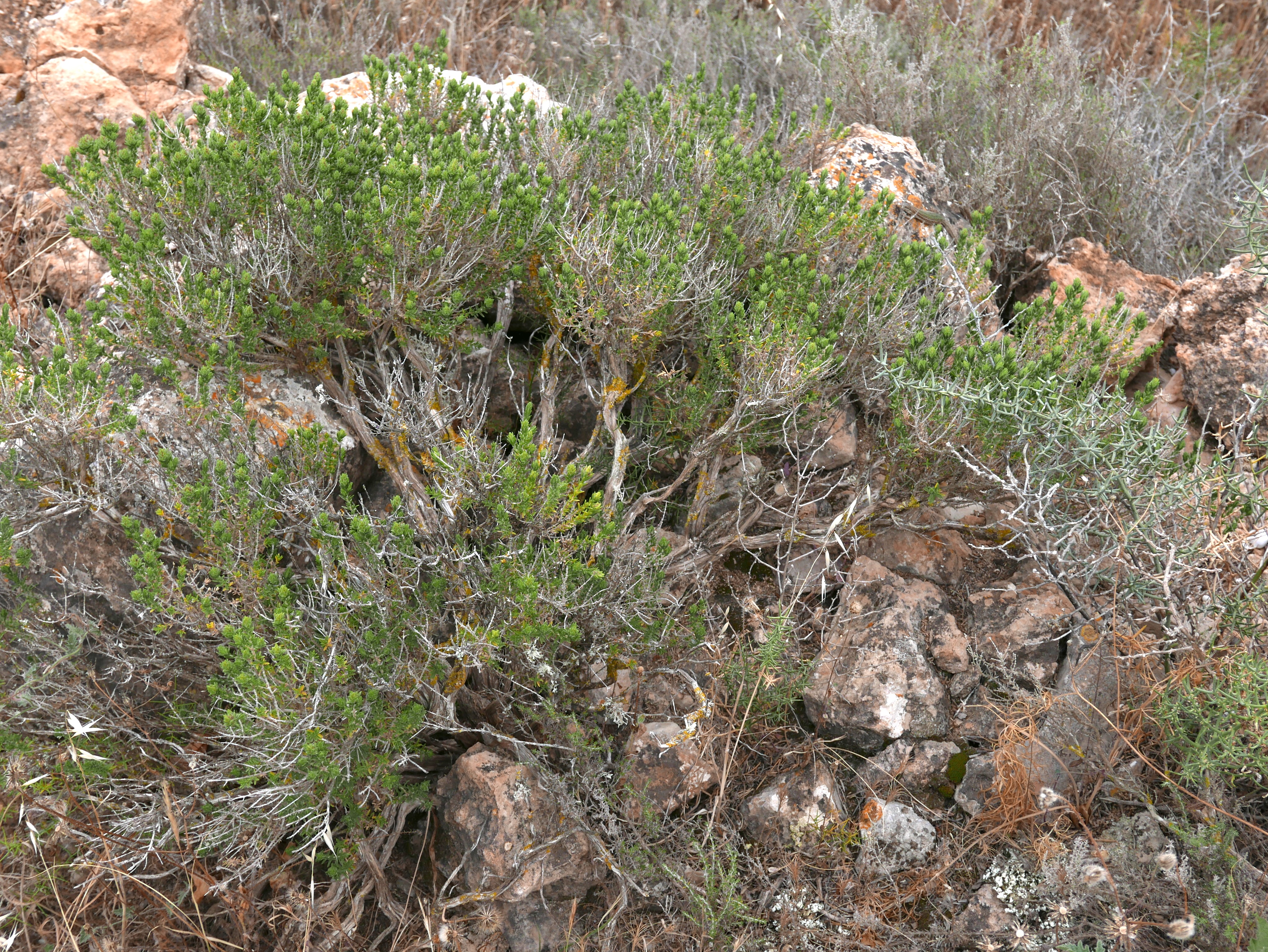
Thymus vulgaris subsp. aestivus auf Ibiza

## Systematik
Man kann folgende Unterarten unterscheiden:
- Thymus vulgaris subsp. aestivus (Reut. ex Willk.) A.Bolòs & O.Bolòs: Sie kommt im östlichen Spanien und auf den Balearen vor.[5]
- Thymus vulgaris subsp. mansanetianus P.P.Ferrer, A.Navarro, E.Laguna & Mateo: Diese 2013 erstbeschriebene Unterart kommt im östlichen Spanien vor.[5]
- Thymus vulgaris subsp. vulgaris: Sie ist in Spanien, in Frankreich und im südöstlichen Italien beheimatet, kommt aber in Mitteleuropa, in Algerien, Neuseeland und Mittelamerika als Neophyt vor.[5]

## Inhaltsstoffe
Es gibt sechs definierte Chemotypen des Echten Thymians. Die Verteilung und Häufigkeit der einzelnen Chemotypen innerhalb eines Bestands hängt insbesondere von genetischen und klimatischen Bedingungen ab. Die Zusammensetzung der ätherischen Öle der Chemotypen ist jeweils verschieden, sie werden nach ihrem jeweiligen Hauptbestandteil benannt. Die Typen sind:
- Der Geraniol-Chemotyp
- Der Linalool-Chemotyp
- Der α-Terpineol-Chemotyp
- Der trans-Thuyanol-4-terpineol-4-Chemotyp
- Der Carvacrol-Chemotyp
- Der Thymol-Chemotyp

## Nutzung

### Thymian als Heilpflanze
Geschichtlich wird Thymian (lateinisch thymus, auch thimus) in der Antike von Plinius und im Mittelalter (12. Jahrhundert) bei Hildegard von Bingen erwähnt. Echter Thymian ist offizinell, er wurde zur Arzneipflanze des Jahres 2006 gewählt.
Als wertgebender Inhaltsstoff ist der medizinische Einsatz von ätherischem Thymianöl durch die Kommission E gegen Katarrhe der oberen Luftwege, bei Bronchitis und Keuchhusten anerkannt worden. Ätherisches Thymianöl wirkt im Laborversuch nachweislich antibakteriell und antiviral, klinische Untersuchungen zu seiner Wirksamkeit fehlen jedoch.

### Thymian als Bienenweide
Der Echte Thymian ist eine recht gute Bienenweide. Auf einer mit ihm bestandenen Fläche von einem Hektar kann sich pro Blühsaison ein Honigertrag von 125 bis 185 kg ergeben.

### Thymian als Gewürzpflanze
Der Echte Thymian ist eine wichtige Gewürzpflanze. Er kann im frischen, aber auch getrockneten Zustand unter anderem in Suppen, Eintöpfen, Fisch- und Fleischgerichten wie auch Würsten verwendet werden.